# Friedrich Affolter
Friedrich Xaver Affolter (* 10. Februar 1862 in Solothurn; † 2. Februar 1923 in Wiesloch, heimatberechtigt in Niedergerlafingen) war ein deutsch-schweizerischer Jurist und Hochschullehrer.

## Leben und Wirken
Er war der Sohn des Oberamtmanns Urs Josef Affolter sowie Bruder Albert und Hans Affolters. Nach dem Besuch eines Solothurner Gymnasiums studierte er an der Universität Heidelberg, an der er 1885 zum Doktor beider Rechte promoviert wurde. 1884 gründete er eine Privatschule für Rechts- und Volkswirtschaftswissenschaften. Nach erfolgter Habilitation in den Fächern römisches Recht und deutsches bürgerliches Recht 1897 wurde er 1901 außerordentlicher Professor und 1920 ordentlicher Professor an der Universität Heidelberg. Spezialisiert hatte er sich auf römisches, französisches und deutsches Zivilrecht und über den römischen und deutschen Zivilprozess, worüber er mehrfach fachwissenschaftliche Werke und Aufsätze publizierte.
Er war Mitglied der Internationalen Vereinigung für Rechts- und Wirtschaftsphilosophie und vertrat 1885 das Deutsche Reich auf der internationalen Konferenz für die proportionale Volksvertretung in Antwerpen.
Affolter war seit 1891 mit der Kaufmannstochter Elise Rossel verheiratet. Er war ursprünglich christkatholischer und ab 1909 reformierter Konfession.

## Schriften (Auswahl)
- Das römische Institutionensystem, sein Wesen und seine Geschichte. 1897.
- Grundlagen eines allgemeinen Teils des Privatrechts. Puttkamer & Mühlbrecht, Berlin 1897 (Nachdruck: Keip, Goldbach 1997, ISBN 3-8051-0755-2).
- System des deutschen Übergangsrechts. Berlin 1903.
- Die Persönlichkeit des herrenlosen Sklaven. Ein Stück aus dem römischen Sklavenrecht. Veit, Leipzig 1913 (Nachdruck: De Gruyter, Berlin 2022, ISBN 978-3-11-267583-0).